# Antonino Catalano (Radsportler)
Antonino Catalano (* 3. Juli 1932 in Palermo; † 20. April 1987 ebenda) ist ein ehemaliger italienischer Radrennfahrer.

## Sportliche Laufbahn
Catalano war im Straßenradsport aktiv. Von 1958 bis 1961 war er Unabhängiger und Berufsfahrer. Als Profi gewann er eine Etappe im Giro d’Italia 1959, in der Vuelta a La Rioja 1958 und den Gran Premio Ciclomotoristico delle Nazioni. In der Tour de Suisse 1958 wurde er beim Sieg von Pasquale Fornara Dritter und trug einen Tag lang das Trikot des Spitzenreiters.
Den Giro d’Italia bestritt er viermal. 1958 wurde er 30., 1959 25. und 1960 65. der Gesamtwertung. 1961 beendete er die Rundfahrt nicht. In der Tour de France 1958 wurde er 19.